# Леон Рупник
Леон Рупник (Локве, 10. август 1880 — Љубљана, 4. септембар 1946) је био аустроугарски и југословенски дивизијски генерал и словеначки политичар, познат као најистакнутији сарадник осовинских сила у Словенији за време Другог светског рата.
Војни суд га је 1946. осудио на смртну казну стрељањем због издаје и колаборације, а Врховни суд Републике Словеније је 2020. поништио пресуду због повреде законитости приликом суђења.

## Биографија
Леон Рупник је рођен у официрској породици 10. августа 1880. у малом месташцу Локве близу данашње Нове Горице у Словенији, која се тада налазила у саставу Аустроугарске.
Отац му је био официр аустроугарске војске и одликован је бројним одликовањима од цара Франца Јозефа. Чим му је отац умро, Рупник се посветио војном позиву.

### Служба у Аустријској војсци
Од 1. септембра 1895. до 18. августа 1905. похађао је пешадијску кадетску школу у Трсту након које добија чин пешадијског заставника.
Ратну школу је похађао у Бечу од 1905. до 1907. године, а од 1901. до 1902. служи у 15. инжењеријском батаљону у Клостернебургу ради усавршавања за службу инжењеријског водника у пешадији.
Чин водника прве класе је добио 1913. године, да би само годину дана касније отишао у Први светски рат.
Од 1. августа 1914. до 28. фебруара 1916. налазио се на дужности начелника 1. брдске дивизије као пешадијски капетан.
Лав Рупник је 1916. године има дужност помоћника начелника штаба за оперативне и тактичке послове у 50. и 63. пешадијској дивизији.
Пред крај рата, Рупник се налази као начелник штаба 42. пешадијске дивизије.

### Служба у Југословенској војсци
После слома Аустроугарске војске на Балкану, прелази у редове Српске војске и постаје начелник штаба Бока которске и обалне одбране јужне Далмације.
Након рата, Лав Рупник добија дужности штабног официра у Херцег-Новом, а од 1919. у Бањој Луци.
Начелник штаба 7. Армије постаје 1921. и одлази на службу у Нишу. Ту дочекује и унапређење у чин потпуковника 1. марта 1923.
Од 1928. до 1930. врши дужност начелника штаба Дравске дивизијске области.
Након тога врши штабне дужности у Вараждину, Скопљу и Крагујевцу.
У чин бригадног генерала је унапређен 28. јуна 1933, а дивизијског генерала 31. децембра 1937.
Од 3. децембра 1938. врши дужност заповедника радова за утврђивање.

### Други светски рат
За време Априлског рата налази се на дужности начелника Прве групе армија у Загребу. Након капитулације, заробљен је и одведен у Словенију. Немци га из затвора пуштају јер је раније служио у аустроугарској војсци, након чега одлази у Загреб 16. априла. 1941. г, код усташког пуковника Лулића. Сутрадан, одлази возом за Словенију.
Након успостављања немачке окупационе зоне, Рупник ступа у преговоре са вишим полицијским и СС вођом Ервином Розенером.
Јуна 1942. Италијани су поставили Рупника за градоначелник Љубљане под италијанском окупацијом и на том месту ће остати до краја италијанске окупације. Шеф управе Љубљанске провинције је постао почетком 1943. под немачком окупационом управом. На ову дужност остаје све до марта 1944. када је преузео дужност генералног инспектора Словенског домобранства. После италијанске капитулације септембра 1943, Немци су преузели италијанску окупациону зону и на предлог бискупа Грегорија Рожмана су поставили Рупника за шефа управе Љубљанске провинције.
Пред крај рата, Рупник се налази на дужности заповедника Словенског домобранства. Успео је да побегне са једном скупином домобрана у Аустрију, али је врло брзо изручен југословенским властима.
Лав Рупник је изведен пред Војни суд 4. Армије у Љубљани, од 21. до 30. августа 1946. и оптужен за издају и колаборацију.
На истом суђењу изведени су: Ервин Резенер, др Грегориј Рожман, љубљански бискуп, Милко Визјак, шеф персоналног одељења Словенског домобранства и др Ловро Хацин, шеф полиције у Љубљани.
Пресудом војног суда, Лав Рупник је осуђен на смрт стрељањем, а Ервин Резенер и др Ловро Хацин на смрт вешањем. Остали су осуђени на временске казне с принудним радом.
Смртна пресуда над Лавом Рупником извршена је 4. септембра 1946.

## Одликовања
Као официр, Лав Рупник је одликован следећим орденима:
- Орден Белог орла IV. реда (1920)
- Орден Светог Саве IV. реда
- Орден Карађорђеве звезде IV. реда
- Орден Југословенске круне IV. реда (1930)
- Орден Југословенске круне III. реда
- Орден Југословенске круне II. реда (1936)